# Torvilliers
Torvilliers ist eine französische Gemeinde mit 1.035 Einwohnern (Stand 1. Januar 2022) im Département Aube in der Region Grand Est (vor 2016 Champagne-Ardenne). Die Gemeinde gehört zum Arrondissement Troyes und zum Kanton Saint-André-les-Vergers.

## Geographie
Torvilliers liegt etwa neun Kilometer westsüdwestlich von Troyes. Umgeben wird Torvilliers von den Nachbargemeinden Montgueux im Norden, La Chapelle-Saint-Luc im Nordosten, Sainte-Savine im Nordosten und Osten, La Rivière-de-Corps im Osten, Saint-Germain im Südosten und Süden sowie Prugny im Südwesten und Westen.
Durch die Gemeinde führt die Autoroute A5.

## Bevölkerungsentwicklung
| 1962                       | 1968 | 1975 | 1982 | 1990 | 1999 | 2006 | 2013 | 2019 |
| -------------------------- | ---- | ---- | ---- | ---- | ---- | ---- | ---- | ---- |
| 333                        | 343  | 495  | 589  | 767  | 766  | 829  | 919  | 988  |
| Quellen: Cassini und INSEE |      |      |      |      |      |      |      |      |

## Sehenswürdigkeiten
- Kirche Saint-Denis aus dem 15./16. Jahrhundert, seit 1980 Monument historique

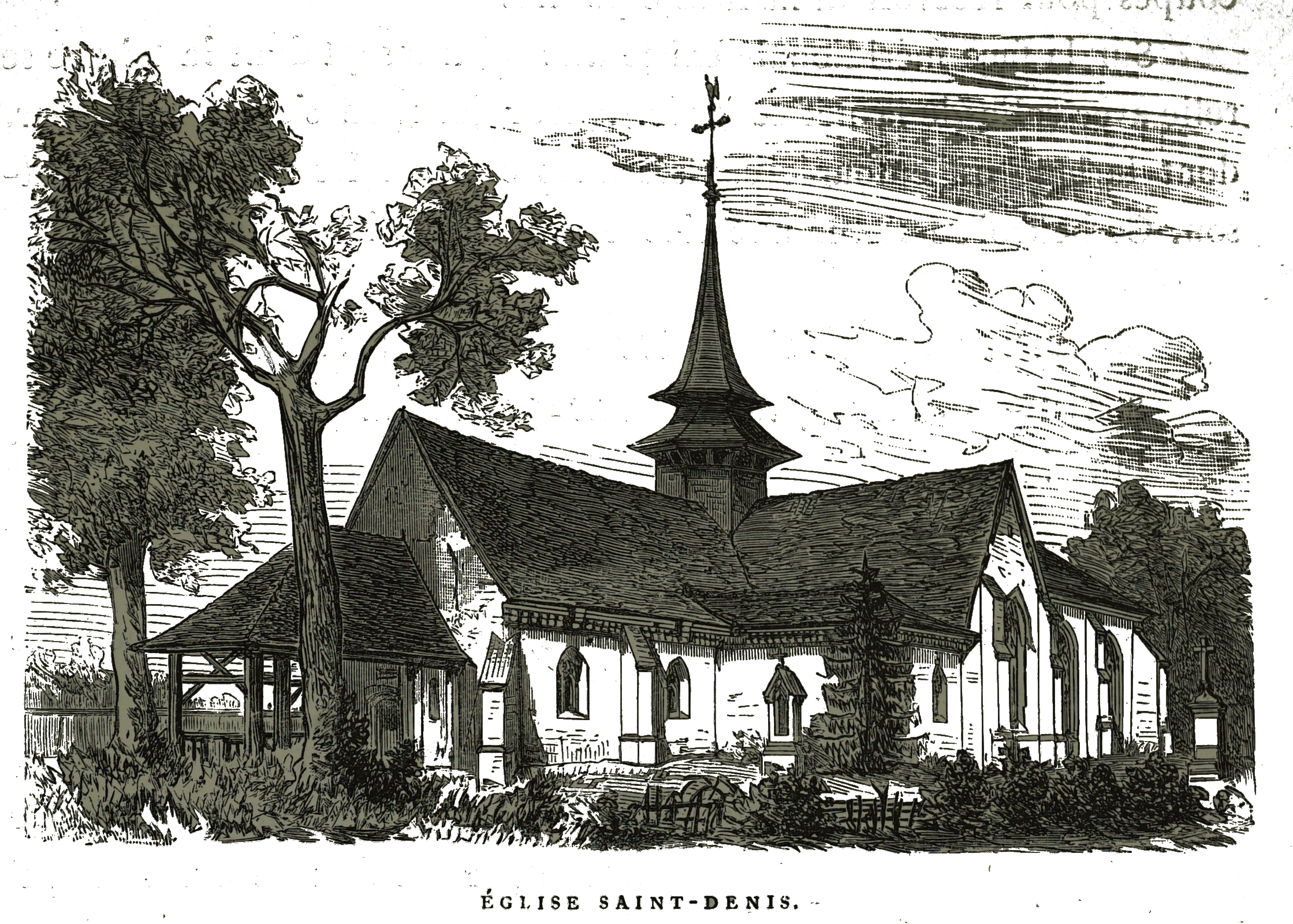
Zeichnung der Kirche Saint-Denis aus dem Jahr 1884